# NGC 1818
NGC 1818 (również ESO 85-SC40) – młoda gromada kulista znajdująca się w gwiazdozbiorze Złotej Ryby. Gromada ta należy do Wielkiego Obłoku Magellana. Została odkryta 3 sierpnia 1826 roku przez Jamesa Dunlopa.